# Dominika Latusek-Jurczak
Dominika Latusek-Jurczak (ur. 6 lipca 1981) – profesor nauk społecznych specjalizująca się w naukach o zarządzaniu, zajmuje się problematyką zaufania w zarządzaniu i sieci międzyorganizacyjnych, 
Kierownik Katedry Zarządzania i Centrum Badań nad Zaufaniem w Akademii Leona Koźmińskiego, profesor zwyczajna w Akademii Leona Koźmińskiego.

## Życiorys
Stopień doktora nauk o zarządzaniu uzyskała w 2007 roku, obroniwszy rozprawę pt. Zaufanie i nieufność w relacji sprzedawca-nabywca w polskim sektorze IT (promotor Andrzej Koźmiński). Stopień doktora habilitowanego nauk ekonomicznych uzyskała w 2011 roku (tytuł rozprawy habilitacyjnej: Zarządzanie międzyorganizacyjne). 28 lutego 2020 Prezydent Rzeczypospolitej Polskiej nadał jej tytuł profesora nauk społecznych.
Zajmuje się zagadnieniami zaufania i nieufności w zarządzaniu organizacjami oraz tematem współpracy międzyorganizacyjnej we współpracy strategicznej oraz w kontekście rynków regulowanych. Wcześniej zajmowała się  badaniami jakościowymi organizacji w ramach paradygmatu interpretatywnego, krytyczną teorią zarządzania, zagadnieniami zarządzania w środowisku wysokich technologii. Prowadziła badania porównawcze startupów technologicznych w Dolinie Krzemowej w USA i w Polsce.
Visiting scholar na Stanford University, Stypendystka m.in. Programu Fulbrighta (2007), laureatka stypendium dla wybitnych młodych naukowców Ministra Nauki i Szkolnictwa Wyższego (2012). W 2012  powołana do Komitetu Nauk Organizacji i Zarządzania Polskiej Akademii Nauk. W 2013 została laureatką konkursu „Lider” Narodowego Centrum Badań i Rozwoju, jako jedyna przedstawicielka nauk społecznych i ekonomicznych. Członek Akademii Młodych Uczonych PAN w kadencji 2018–2021. W ramach zarządzania Centrum Badań nad Zaufaniem, kieruje projektami naukowymi, finansowanymi z badań Narodowego Centrum Nauki (Opus) oraz w ramach europejskiego programu Horyzont 2020.

## Wybrane publikacje
- Jemielniak, Dariusz i Latusek, Dominika (2005), Zarządzanie – teoria i praktyka od podstaw, Warszawa: WSPiZ, ISBN 83-89437-50-3.
- Latusek, Dominika i Gerbasi, Alexandra (red.) (2010) Trust and Technology in a Ubiquitous Modern Environment: Theoretical and Methodological Perspectives, Hershey-New York: Information Science Reference, ISBN 978-1-61520-901-9.
- Koźmiński, Andrzej K. i Latusek, Dominika (2011), Rozwój teorii organizacji, Warszawa: Wolters Kluwer, ISBN 978-83-264-1222-6.
- Latusek, Dominika (2011), Zarządzanie międzyorganizacyjne, Warszawa: Wolters Kluwer, ISBN 978-83-264-1277-6.
- Latusek, Dominika (2019), Zaufanie w zarządzaniu organizacjami, Warszawa, PWN, ISBN 978-83-01-204-709